# Paul Ott
Paul Ott, född 23 augusti 1903, död 28 oktober 1991, var en tysk orgelbyggare som byggde ett stort antal orglar under andra hälften av 1900-talet, bland annat bland annat för norska tingarar. Den största orgeln han byggde står i Oslo Konserthus och är från 1977.

## Orgelbyggen

### Sverige
| År   | Ursprunglig kyrka | Stift | Bild | Manualer | Pedal        | Stämmor | Bevarad orgel/fasad | Övrigt              |
| ---- | ----------------- | ----- | ---- | -------- | ------------ | ------- | ------------------- | ------------------- |
| 1957 | Västrabo kyrka    | Växjö |      | 2        | Självständig | 10      | Ja/Ja               | Orgeln är mekanisk. |